# Ignazio Bedini
Ignazio Bedini SDB (* 27. Juni 1939 in Sassomorello bei Prignano sulla Secchia, Provinz Modena, Italien) ist italienischer Ordensgeistlicher, Missionar und emeritierter römisch-katholischer Erzbischof von Isfahan.

## Leben
Nach seinem Eintritt in den Orden der Salesianer Don Boscos fragte er mit 18 Jahren danach, in die Mission gehen zu dürfen. Er wurde zunächst in den Libanon geschickt, um dort in Beirut seine philosophischen und theologischen Studien zu vervollständigen. Nach vier Jahren wechselte er nach Teheran. Er wurde am 21. Dezember 1969 in Getsemani (Jerusalem) zum Priester geweiht. Er kehrte in den Iran zurück, wo er als Lehrer und Vorsitzender des Don-Bosco-Kollegs wirkte.
Am 2. Dezember 1989 ernannte ihn Papst Johannes Paul II. zum Erzbischof von Isfahan und spendete ihm am 6. Januar 1990 im Petersdom in Rom die Bischofsweihe; Mitkonsekratoren waren Giovanni Battista Kardinal Re und Erzbischof Miroslav Stefan Marusyn. Bedini residierte in Teheran.
Er war von 2003 bis 2008 und wieder ab 2011 Vorsitzender der iranischen Bischofskonferenz, obwohl er das einzige Mitglied im Lateinischen Ritus war, während alle anderen dem armenischen und chaldäischen Ritus angehören.
Am 20. Januar 2015 nahm Papst Franziskus seinen altersbedingten Rücktritt an.